# 杉山龍丸
杉山 龍丸（すぎやま たつまる、1919年〈大正8年〉5月26日 - 1987年〈昭和62年〉9月20日）は、私財を投げうってインドの緑化に尽力し、インドの緑の父（Green Father）と呼ばれる。

## 経歴
1919年、杉山直樹(夢野久作)、クラの長男として生まれる。福岡県福岡市出身。二男は三苫鉄児、三男は杉山参緑。
1935年(昭和10年)、祖父杉山茂丸没、1936年(昭和11年)、父杉山直樹没、祖父と父を相次いでなくす。
1937年(昭和12年)、福岡中学校(現福岡県立福岡高等学校)卒業。1938年(昭和13年)19歳、農園の土地を売らずに一家を養うために、陸軍士官学校（53期）に入学する。軍人が戦争反対運動をやらぬ限り戦争は止められないと考え、反戦活動を行い、憲兵隊に捕われる。卒業時、陸軍航空技術学校への入学を命じられる。
1943年(昭和18年)24歳、陸軍航空技術学校乙種学生卒業後、飛行第31戦隊整備隊長、フィリピン隼集成整備隊長となる。ボルネオタワオ(タワウ)基地でアメリカ軍のP-38ロッキード戦闘機の銃撃を受け、右胸部貫通銃創の重傷を負う。サイゴン南方総司令部から立川整備師団に転任の途中、敗戦を迎える。
1945年(昭和20年)8月30日、軍籍を離れる。医者から3年しか生きられないと言われ、部下の家族に死んだ状況を告げる旅に出る。外地からの引揚者を収容するため、福岡市で杉山農園を経営する。そのかたわら、千葉県稲毛の引揚援護局(復員局)で働く。この頃、福岡市に「公共のために」と杉山農園の土地を寄付するが、土地がアメリカ軍のゴルフ場になることに激怒し、交渉の末、ゴルフ場になる以外の土地を取り戻す。
1955年(昭和30年)36歳、波多江光子と結婚。同年、インドのネルー首相から「産業技術の指導支援の依頼」があり、これを受けて、日本の農法、技術によってアジアから貧困をなくすために国際文化福祉協会(ICWA)を創設する。日本で農業を学んでいたインド人に杉山農園で農業技術を教え始めた。
1962年(昭和37年)43歳、初めてインドを訪れ、約1ヶ月の旅をする。砂漠となったパンジャブ州を見て、国道1号線沿いの延長470キロメートルに、成長が早く根が深くパルプの原料となるユーカリを植林し、ヒマラヤからの地下水脈をせき止めて水を確保することを提案した。
しかし、植林開始と共に旱魃に襲われ、3年間で500万人が餓死する事態に、インド政府も事業中止に至った。
1966年、インドの餓死者の状況を調査し国連に直訴するが、相手にされなかった。
しかし、杉山は杉山農園の3万坪(総面積は4万6千坪)を売却して資金を調達し、家族を日本に残して渡印した。国連関係者からの環境会議出席の求めに友人から旅費を借りて出席した。
終始、日本政府からの援助は無く、学界からは黙殺され、国際文化福祉協会の財団法人認可申請もいまだ認められていない。インド、パンジャブからパキスタンまでの国際道路のユーカリ並木とその周辺の耕地は杉山の功績であるとされている。
1965年(昭和40年)46歳、小田実、鶴見俊輔、開高健、小松左京、篠田正浩ら、20数名と共に「ベトナムに平和を!市民文化団体連合」(後の「ベトナムに平和を!市民連合」)に参加する。
その思いを『声なき声のたより』に投稿した。
1967年(昭和42年)48歳、孫文生誕百年祭に蒋介石総統から国賓として台湾に招かれる 。インドの窮状を訴え、祖父・茂丸が台湾で関与した蓬莱米の種籾を分けてくれるように申し入れる。翌年、台湾政府から国連食糧農業機関(FAO)を通じてインドに蓬莱米の種籾が贈られ、インドで栽培することに成功する。
1972年(昭和47年)52歳、砂漠に生え、食用になり成長が早い植物モリンガを知る。シュワリック・レンジ(丘陵)の崩落を食い止めるため、モリンガとサダバールという植物を使って、緑化に着手する。
1979年(昭和54年)60歳、インドの新聞で「3万本の木を植えた日本人」として紹介される。
1980年(昭和55年)61歳、杉山農園の最後の土地と自宅千坪を売却、太宰府市国分の借家へ移転。
1985年(昭和60年)7月23日、脳溢血で倒れる。
この時、インドを緑化するために杉山農園を全て売却しており、保険も解約していた。そのため杉山家の収入は傷病軍人恩給しかなく、入院費の負担は重かった。
杉山は従軍中、現地で「整備日誌」にメモを書き続けていた。それを基に「幻の戦闘機隊」という題の記録を書き、その原稿の出版を陸軍士官学校同期の影山に頼んでいた。入院中、影山が杉山の見舞いに来た際、その原稿を満丸に託した。それから30年経過して出版されたのが『グリーンファーザーの青春譜』である。
1987年(昭和62年)9月20日、死去。